# Ashurst
Ashurst är en ort och civil parish i Storbritannien.   Den ligger i grevskapet West Sussex och riksdelen England, i den södra delen av landet, 70 km söder om huvudstaden London. Ashurst ligger 19 meter över havet och antalet invånare är 3 185.
Terrängen runt Ashurst är huvudsakligen platt, men åt sydost är den kuperad. Runt Ashurst är det mycket tätbefolkat, med 2 181 invånare per kvadratkilometer. Närmaste större samhälle är Brighton, 17,3 km sydost om Ashurst. Trakten runt Ashurst består i huvudsak av gräsmarker.